# Silvergransbarrmal
Silvergransbarrmal (Argyresthia fundella) är en fjärilsart som beskrevs av Fischer von Röslerstamm 1835. Silvergransbarrmal ingår i släktet Argyresthia, och familjen spinnmalar. Arten är reproducerande i Sverige. Inga underarter finns listade i Catalogue of Life.